# Die Affäre Rue de Lourcine

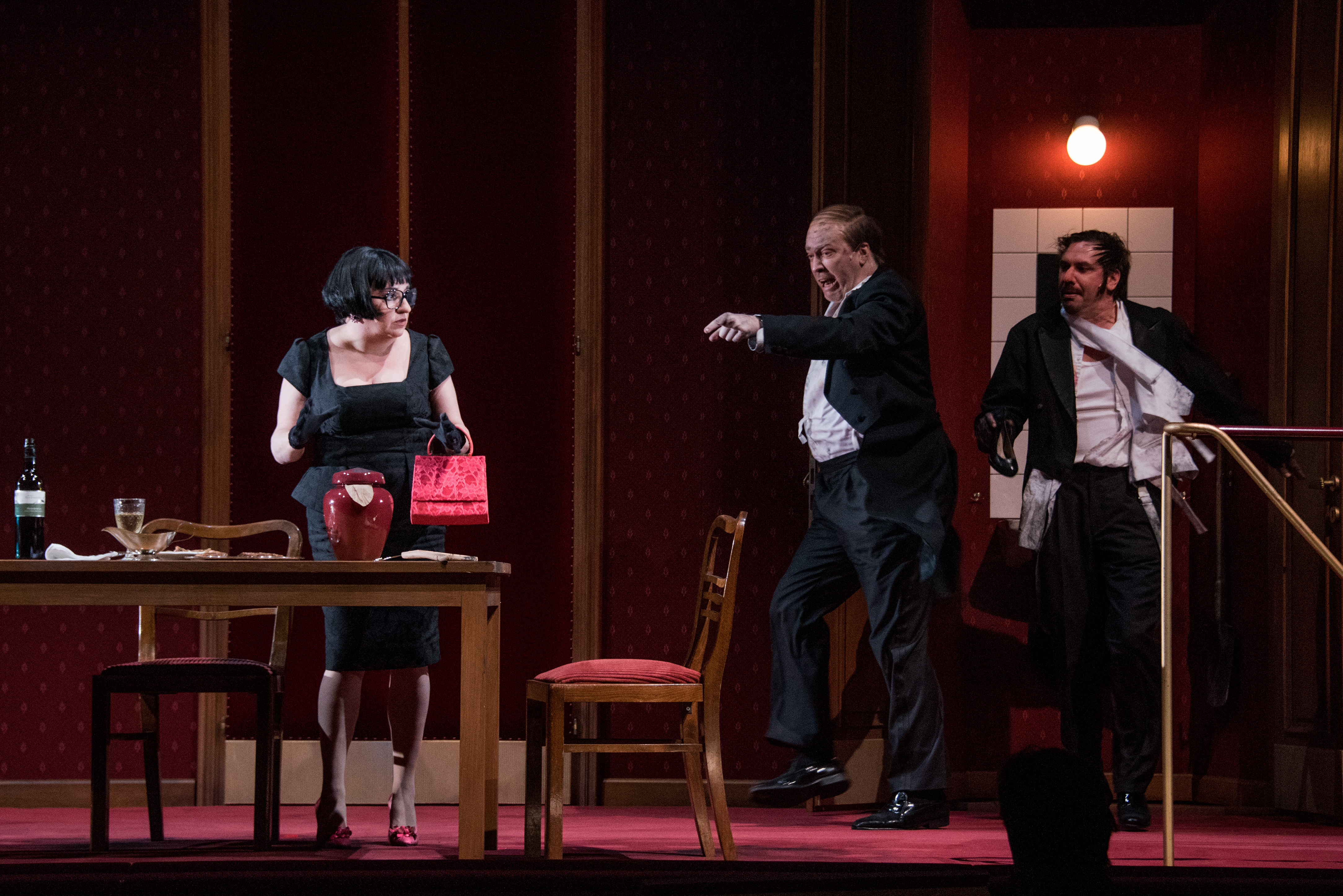
Die Affäre Rue de Lourcine am Burgtheater, Wien 2015 (mit Maria Happel, Nicholas Ofczarek und Michael Maertens)

Die Affäre Rue de Lourcine (Originaltitel: L’Affaire de la rue de Lourcine) ist ein Theaterstück mit Musik (Komödie) von Eugène Marin Labiche, Albert Monnier und Édouard Martin. Es wurde am 26. März 1857 am Théâtre du Palais-Royal in Paris uraufgeführt.
Die derzeit meistgespielte deutsche Übersetzung stammt von Elfriede Jelinek. Die deutschsprachige Erstaufführung fand am 20. Juni 1988 an der Schaubühne am Lehniner Platz statt.

## Handlung
Hauptdarsteller Lenglumé verbringt den Abend beim Ehemaligentreff seiner alten Schule. Am nächsten Morgen erwacht er ohne Erinnerung an die Geschehnisse neben einem fremden Mann, seinem Schulkameraden Mistingue. Aus der Zeitung erfährt er von einem brutalen Mord an einer jungen Kohlenschlepperin in der vergangenen Nacht. Unterstützt von einer Reihe von Indizien kommen die beiden zum Schluss, dass sie im Rausch jenen grausamen Mord begangen haben müssen. Nun versuchen die beiden, mit einer Reihe von immer grotesker werdenden Rettungsversuchen, einen drohenden Skandal abzuwenden.

## Hintergrund
Labiche setzt sich in seinem Stück mit den Dogmen der französischen Bevölkerung seiner Zeit auseinander. Hierbei bedient er sich der typischen Bilder des Spießbürgertums. Er wirft einen Blick auf die Fassade der ordentlichen Bürger, denen es weniger um das Verbrechen, sondern mehr um ihr eigenes Ansehen geht.
Außerdem unterstreicht Labiche mit seinem Stück die Wichtigkeit des Erinnerns. Letztendlich basieren all unsere Entscheidungen auf unseren Erfahrungen und Erlebnissen. Unter Alkoholeinfluss kann in seinem Stück jeder ein Mörder sein.